# Petrel antylski
Petrel antylski (Pterodroma hasitata) – gatunek średniej wielkości ptaka morskiego z rodziny burzykowatych (Procellariidae). Gniazduje endemicznie na terenie wyspy Haiti. Zagrożony wyginięciem.

## Taksonomia
Obecnie petrel antylski uznawany jest za gatunek monotypowy. Dawniej za jego podgatunek lub ciemną formę uznawano prawdopodobnie wymarłego petrela jamajskiego (Pterodroma caribbaea) zamieszkującego Jamajkę, lecz w 2004 roku Brooke podniósł go do rangi osobnego gatunku. Nie wszyscy autorzy się z tym zgodzili i nadal uznawali petrela jamajskiego za podgatunek Pterodroma hasitata. Decyzja o rozdzieleniu tych gatunków została w 2024 roku ostatecznie zaakceptowana przez North American Classification Committee (NACC).

## Morfologia
Długość ciała wynosi około 37 cm, długość skrzydła natomiast 19 cm. Wierzch ciała, okolice oczu, półobroża na szyi oraz pokrywy podskrzydłowe średnie II rzędu czarne. Pozostałe części upierzenia białe. Dziób ciemny, z rurkowatymi nozdrzami charakterystycznymi dla rzędu rurkonosych (Procellariiformes).

## Zasięg występowania
Petrel antylski zamieszkuje Morze Karaibskie i zachodnią część Oceanu Atlantyckiego. Gniazduje na wyspie Haiti – w południowo-zachodniej i południowo-wschodniej części państwa Haiti (obejmującego zachodnią część wyspy) oraz w południowo-zachodniej Dominikanie. Możliwe, że gniazduje też na Dominice i na Kubie, gdyż ptaki te były tam obserwowane w sezonie lęgowym, jednak ostatnie potwierdzone gniazdowanie na Martynice miało miejsce w 1862 roku, a na Kubie do tej pory (2018) brak jest potwierdzonych lęgów. Dawniej petrel antylski gniazdował także na Martynice i Gwadelupie, ale co najmniej od 1900 roku brak jest potwierdzonych stwierdzeń.

## Ekologia gatunku
Okres lęgowy rozpoczyna w grudniu. Gniazduje na klifach skalnych, w koloniach. Według badań prowadzonych w latach 2011 i 2012 sukces lęgowy wynosi 76,67% (zbadano wtedy 30 gniazd). Żeruje zazwyczaj nocą, o świcie lub zmierzchu. Pożywienie stanowią ryby, skorupiaki, kałamarnice oraz gronorosty (Sargassum).

## Status zagrożenia
Międzynarodowa Unia Ochrony Przyrody (IUCN) klasyfikuje petrela antylskiego jako gatunek zagrożony wyginięciem (EN, Endangered) nieprzerwanie od 1994 roku. Liczebność populacji szacuje się na nie więcej niż 1000 par lęgowych, być może nawet 500. Zagrożenie stanowi niszczenie habitatu, zabijanie dla pożywienia oraz zmiany w środowisku, jak urbanizacja; dezorientuje ona ptaki, które następnie umierają, rozbijając się o budynki i druty telekomunikacyjne. Przyczynę wymierania stanowić także mogą wprowadzone na wyspę ssaki.